# LDPC
Kody LDPC (ang. Low-Density Parity Check) – klasa liniowych kodów korekcyjnych, umożliwiających korekcję błędów w blokach danych cyfrowych, w szczególności powstałych w trakcie transmisji danych przez kanał komunikacyjny z zakłóceniami.
Detekcja i korekcja błędów odbywa się z wykorzystaniem tzw. macierzy kontroli parzystości {\displaystyle \mathbf {H} .} Blok (wektor) danych binarnych {\displaystyle \mathbf {c} =[c_{1},c_{2},\dots ,c_{N}]} jest prawidłowym (nieprzekłamanym) wektorem kodu definiowanego przez {\displaystyle \mathbf {H} } wtedy i tylko wtedy, gdy spełnione jest równanie kontrolne: {\displaystyle \mathbf {H} \mathbf {c} ^{T}=\mathbf {0} .} W tym równaniu macierzowym operacje mnożenia i dodawania są wykonywane w ciele Galois drugiego rzędu, a inaczej: iloczyn jest iloczynem logicznym, a suma – sumą modulo 2.

## Historia
W czasach, gdy zostały opisane przez R.G. Gallagera, systemy transmisji nie były na tyle rozwinięte, aby konieczne było stosowanie zaawansowanych metod kodowania korekcyjnego. Poza tym praktyczne wykorzystanie kodów LDPC wymaga stosunkowo dużych zasobów obliczeniowych, przerastających technologie dostępne w tamtych czasach. Poważne zainteresowanie naukowców i inżynierów zostało zapoczątkowane dopiero po latach, przez publikacje D.J.C. MacKaya.

## Definicja
Kody LDPC są to takie liniowe kody blokowe, których macierz kontroli parzystości {\displaystyle \mathbf {H} } jest macierzą rzadką, tzn. liczba niezerowych elementów w każdej kolumnie macierzy jest znacznie mniejsza niż rozmiar kolumny, a liczba niezerowych elementów w każdym wierszu – znacznie mniejsza niż rozmiar wiersza.

## Zastosowanie
Kody LDPC są stosowane wszędzie tam, gdzie potrzebne są zaawansowane metody korekcji błędów, a dostępne zasoby obliczeniowe nie są mocno ograniczone. Współcześnie wykorzystywane są między innymi w standardach DVB-S2, DVB-T2, Ethernet 10GBase-T, wi-fi 802.11n i 802.11ac.